# Tên húy
Tên húy hay tục danh, tên thật là một trong những tên gọi của con người trong nền văn hóa Á Đông, được cha mẹ đặt cho từ khi còn nhỏ. Trong các nền văn hóa Á Đông thời phong kiến, có tư tưởng cho rằng tên húy có liên hệ với linh hồn, vì vậy dùng tên húy cần có yêu cầu nhất định cùng cấm kỵ.
Ở các nền văn hóa Á Đông có truyền thống tránh không gọi tên quý tộc và người chết, truyền thống này được gọi là kỵ húy. Trước triều đại nhà Tần, "húy" chỉ dùng để gọi người chết; từ triều đại nhà Tần trở đi bắt đầu sử dụng cho cả người sống lẫn người chết, khi du nhập vào Nhật Bản, từ này được sử dụng để gọi tên thật của một người.
Ngoài dùng húy để gọi người khác, người ta còn sử dụng tên chữ.
Thời cổ, người ta quan niệm dùng húy để gọi người khác là một chuyện vô lễ, chỉ có vua chúa cùng với các trưởng bối gần gũi mới được gọi thẳng tên húy.

## Kỵ húy
Trong những nền văn hóa bị ảnh hưởng bởi văn hóa Hán, vì kỵ húy nên nảy sinh nhiều cách gọi khác nhau

### Tên tự (tên chữ - biểu tự)
Người trưởng thành sẽ dùng tên tự thay thế tên húy.
- Hạng Tịch (húy) - Hạng Võ (chữ)
- Quách Khai Trinh (húy) - Quách Mạt Nhược (chữ)

### Hào
Hào được giới văn nhân, tri thức sử dụng
- Tô Thức (húy) - Tô Đông Pha (hào)
- Tôn Văn (húy) - Tôn Dật Tiên (hào)

### Thụy
Khi một người chết sau được xét công tích ban tước vị, sẽ lấy thụy để thay húy.
- Gia Cát Lượng (húy) - Gia Cát Vũ hầu (thụy)
- Vương An Thạch (húy) - Vương Văn Công (thụy)

### Quan danh
Đối với quan chức, lấy quan hàm gọi thay húy.
- Kê Khang (húy) - Kê Trung tán (quan danh)
- Đỗ Phủ (húy) - Đỗ Công bộ (quan danh)

Đối với thứ sử, lấy địa danh nơi quản lý để gọi.
- Lưu Bị (húy) - Lưu Dự Châu (quan danh)
- Liễu Tông Nguyên (húy) - Liễu Liễu Châu (quan danh)

### Bài hành
Lấy số thứ tự trong hàng anh em làm tên thay húy.
- Lý Bạch (húy) - Lý Thập Nhị (bài hành)
- Bạch Cư Dị (húy) - Bạch Nhị Thập Nhị (bài hành)
- Kim Xương Thù (húy) - Kim Cửu (bài hành)

### Bản tịch
Lấy quê quán làm tên.
- Viên Thế Khải (húy) - Viên Hạng Thành (bản tịch)
- Khang Hữ Vi (húy) - Khang Nam Hải (bản tịch)